# Relevo

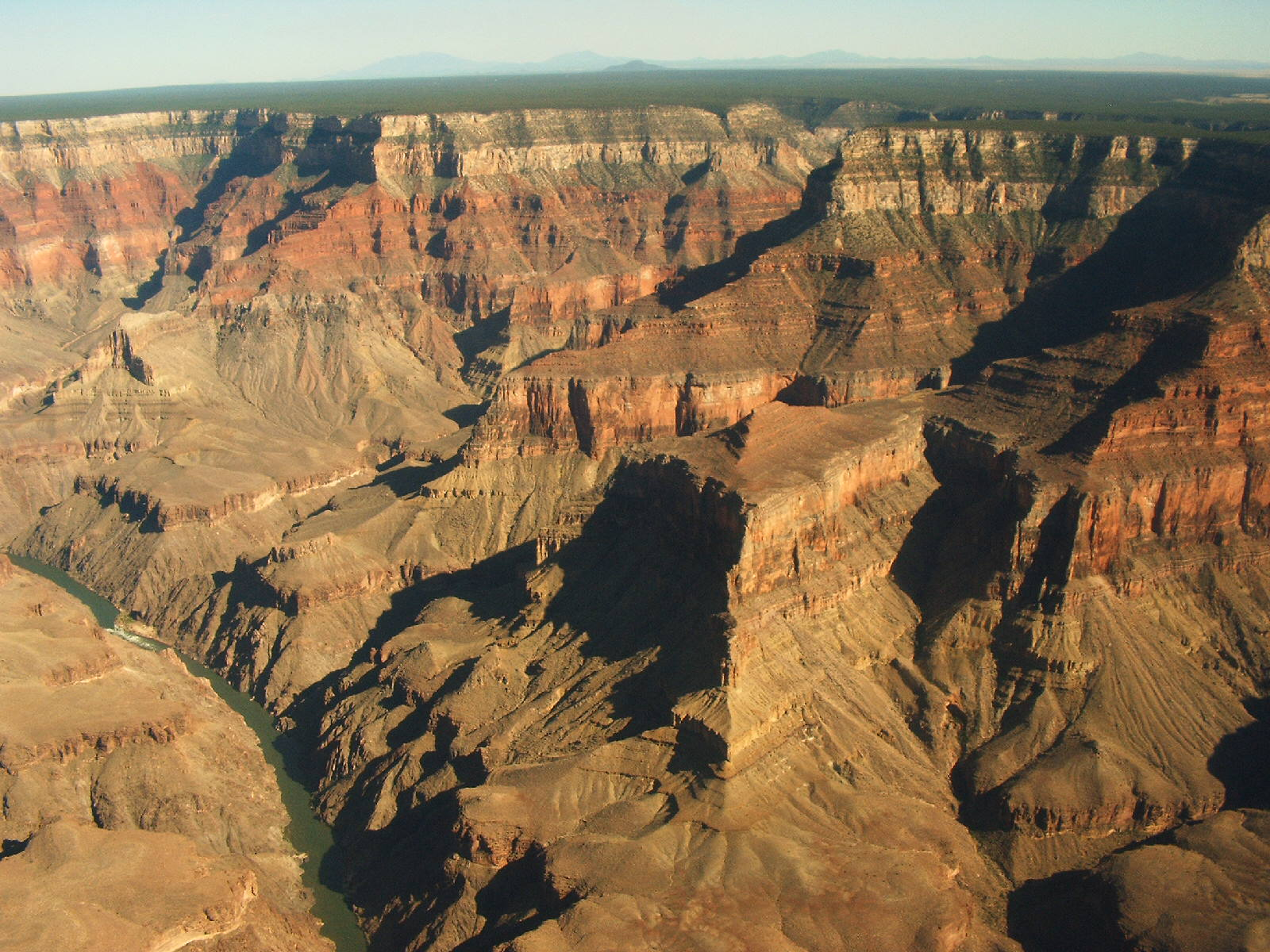
O Grand Canyon, nos Estados Unidos, é um exemplo de forma de relevo terrestre.

O relevo é definido como sendo as formas da superfície de um planeta. O relevo se origina e se transforma sob a interferência de dois tipos de agentes: os agentes internos ( também chamados de endógenos que atuam de dentro para fora deformando, como o vulcanismo e o tectonismo) e externos (também chamados de exógenos, atuam na superfície modelando, como o intemperismo e a antropia). 
- As principais formas de relevo são: planaltos, planícies e depressões.

## Os agentes internos e externos que modelam o relevo
O relevo terrestre é o resultado da ação das forças endógenas (agentes internos) e exógenas (agentes externos) que agiram e agem no decorrer dos anos e das eras geológicas. Essas forças são chamadas agentes do relevo. Quando essas forças ou agentes agem de dentro para fora da Terra, são denominados agentes formadores internos (endógenos), como o tectonismo, o vulcanismo e os abalos sísmicos. Quando ocorrem da atmosfera para a litosfera, isto é, na superfície, temos os agentes modeladores externos (exógenos) do relevo, como: as chuvas (ação pluviométrica), o gelo (ação glacial), mares (ação marítima), rios (ação fluviométrica ou hidrométrica), animais e vegetais (ação biológica, o intemperismo), e o próprio homem (ação antrópica) que altera (construindo e/ou reconstruindo e/ou destruindo) a superfície do planeta.

### Agentes internos

#### Tectonismo
Os movimentos tectônicos resultam de pressões, vindas do interior da Terra e que agem na crosta terrestre. Quando as pressões são verticais, os blocos continentais sofrem levantamentos e baixamentos. Os movimentos resultantes de pressão vertical são chamados epirogenéticos. Quando as pressões são horizontais, são formados dobramentos ou enrugamentos que dão origem às montanhas. Esses movimentos ocasionados por pressão horizontal são chamados orogenéticos.
O diastrofismo (distorção) caracteriza-se por movimentos lentos e prolongados que acontecem no interior da crosta terrestre, produzindo deformações nas rochas. Esse movimento pode ocorrer na forma vertical (epirogênese) ou na horizontal (orogênese).
A epirogênese ou falhamento consiste em movimentos verticais que provocam pressão sobre as camadas rochosas resistentes e de pouca plasticidade, causando rebaixamentos ou soerguimentos da crosta continental. São movimentos lentos que não podem ser observados de forma direta, pois requerem milhares de anos para que ocorram.
A orogênese ou dobramento caracteriza-se por movimentos horizontais de grande intensidade que correspondem aos deslocamentos da crosta terrestre. Quando tais pressões são exercidas em rochas maleáveis, surgem os dobramentos, que dão origem às cordilheiras. Os Alpes e o Himalaia, dentre outras, originam-se dos movimentos orogênicos. A orogênese também é responsável pelos terremotos e maremotos.

#### Vulcanismo
Chama-se vulcanismo às diversas formas pelas quais o magma do interior da Terra chega até a superfície. Os materiais expelidos podem ser sólidos, líquidos ou gasosos (lavas, material piroclástico e fumarolas). Esses materiais acumulam-se num depósito sob o vulcão até que a pressão gerada faça com que ocorra a erupção. As lavas escorrem pelo edifício vulcânico, alterando e criando novas formas na paisagem. O relevo vulcânico caracteriza-se pela rapidez com que se forma e com que pode ser destruído.
Localização dos vulcões: A maioria dos vulcões da Terra está concentrada no Círculo de Fogo do Pacífico: desde a Cordilheira dos Andes até as Filipinas, onde se concentram 80% dos vulcões da superfície.
Outras localizações: América Central, Antilhas, Açores, Cabo Verde, Mediterrâneo e Cáucaso.

#### Abalos sísmicos ou terremotos
Um terremoto ou sismo se origina devido aos movimentos convectivos que ocorrem na astenosfera. Esses movimentos forçam as placas tectônicas da litosfera (camada rochosa) movendo-as, como resultado as placas podem se chocar (formando bordas convergentes), se separar (formando bordas divergentes) ou deslizar (formando bordas transformantes). O terremoto é resultado do alívio da pressão que existe entre essas placas gerando, desta maneira, uma vibração. Essa vibração propaga-se através das rochas pelas ondas sísmicas. O ponto do interior da Terra onde é gerado o sismo é designado por hipocentro ou foco enquanto que o epicentro é o ponto da superfície terrestre. Os sismógrafos são os aparelhos que detectam e medem as ondas sísmicas. A intensidade dos terremotos é dada pela Escala Mercalli Modificada, que mede os danos causados pelo sismo.

### Agentes externos
Os agentes externos modificam o relevo, estes são: as águas do mar, dos rios e das chuvas, o gelo, o vento e o homem, causando a erosão marinha, erosão fluvial, erosão pluvial, erosão glacial, erosão eólica e erosão antrópica. Eles agridem a superfície terrestre, fazendo, nela, formatos e tamanhos diferentes.

#### Intemperismo
O intemperismo é um conjunto de processos físicos, químicos e biológicos que atuam sobre as rochas provocando sua desintegração ou decomposição.
A rocha decomposta transforma-se num material chamado manto ou regolito, um resíduo que repousa sobre a rocha matriz, sem ter ainda se transformado em solo.
As rochas podem partir-se sem que se altere sua composição: é a desintegração física ou mecânica.
Nos desertos, as variações de temperatura entre os dias e as noites chegam ao ponto de partir as rochas.
Nas zonas frias, a água que se infiltra na rachadura das rochas pode congelar, se dilatar e partir a rocha, num processo denominado gelivação. O intemperismo químico acontece quando a água, ou as substâncias nela dissolvidas, reage com os componentes das rochas. Nesse processo, as rochas modificam sua estrutura química, sendo mais facilmente erodidas, com o material sendo levado pelos agentes de transporte (vento, chuva, rios).
Por exemploː o oxigênio que existe na água oxida os minerais que contêm ferro e forma, sobre as rochas, o que costumamos chamar de ferrugem. A ação da água sobre o granito o converte em quartzo e argilas.
Ação das águas das chuvas. Quando as chuvas caem sobre a Terra, suas águas podem seguir três caminhos: evaporar-se, indo para a atmosfera; infiltrar-se no solo para dentro do lençol freático; e escorrer pela superfície da Terra, sob a forma de enxurradas e torrentes. São um dos mais eficazes agentes de erosão, muitas vezes causando deslizamentos.

#### As geleiras, ou glaciares
Em algumas zonas de clima muito frio, a neve não derrete durante o verão. O peso das camadas de neve acumuladas durante invernos seguidos acaba por transformá-la em gelo. Quando essa enorme massa de gelo se desloca, corre como um poderoso rio de gelo. As geleiras, ou glaciares, realizam um trabalho de erosão nas rochas que as cercam, formando vales em forma de U. O acúmulo de sedimentos transportados pelas geleiras são chamados moreias, morenas ou morainas.

#### Rios, os grandes construtores
A união de várias correntes acaba formando os rios, que são correntes de água com leito definido e vazão regular. A vazão pode sofrer mudanças ao longo do ano. Essas mudanças devem-se tanto a estiagens prolongadas quanto a cheias excepcionais, às vezes com efeitos catastróficos sobre as populações e os campos.
Quanto maior for o poder erosivo de um rio, maior será sua vazão e a inclinação do seu leito, que pode sofrer variações ao longo do percurso.
Em seu curso, os rios realizam três trabalhos essenciais para a construção e modificação do relevo:
- Erosão, ou seja, escavação dos leitos. Quanto maior for o poder erosivo de um rio, maior será sua vazão e a inclinação do seu leito;
- Transporte dos sedimentos, os chamados aluviões;
- Sedimentação, quando há a formação de planícies e deltas.

Podemos dividir o caminho que o rio percorre da nascente até a foz em três porções que podem ser comparadas com as três fases da vida humana: alto curso, equipara-se à juventude; o curso médio equivale à maturidade; e o baixo curso, à velhice.
- Alto Curso: O curso superior do rio é sua parte mais inclinada, onde o poder erosivo e de transporte de sedimentos é muito intenso. A força das águas escava vales em forma de V. Se as rochas do terreno são muito resistentes, o rio circula por elas, formando gargantas ou desfiladeiros.

- Curso médio: No curso médio do rio, a inclinação se suaviza e as águas ficam mais tranquilas. Sua capacidade de transporte diminui e começa a depositar os sedimentos que não pode mais transportar.

Na época das cheias, o rio transborda, depositando, nas margens, grande quantidade de aluviões. Nessas regiões, formam-se grandes planícies sedimentares, onde o rio descreve amplas curvas, chamadas meandros. A sedimentação é um processo muito importante para a humanidade. Culturas antigas, como as do Egito, Mesopotâmia e Índia, são relacionadas à fertilidade dos sedimentos depositados por rios.
- Baixo Curso: O curso inferior do rio corresponde às zonas próximas de sua foz. A inclinação do terreno torna-se quase nula e há muito pouca erosão e quase nenhum transporte. O vale alarga-se e o rio corre sobre os sedimentos depositados.

A foz pode estar livre de sedimentação ou podem surgir aí acumulações de aluviões que dificultam a saída da água. No primeiro caso, recebe o nome de estuário e no segundo, formam-se os deltas.

#### Abrasão marinha
A ação das águas do mar
O que é? O mar exerce um duplo trabalho nos litorais dos continentes. É um agente erosivo, que desgasta as costas em um trabalho incessante de destruição chamado abrasão marinha. As águas dos mares e oceanos desgastam e destroem as rochas da costa mediante três movimentos: as ondas, as marés e as correntes marítimas. Ao mesmo tempo, o vaivém de suas águas traz sedimentos que são depositados nos litorais, realizando um trabalho de acumulação marinha.
A ação contíinua das ondas do mar ataca a base, os paredões rochosos do litoral, causando o desmoronamento de blocos de rochas e o consequente afastamento do paredão. Esse processo dá origem a costas altas denominadas falésias. Algumas falésias são cristalinas, como as de Torres (Rio Grande do Sul). Na Região Nordeste do Brasil, encontramos falésias formadas por rochas sedimentares denominadas barreiras.
Ação das ondas
Quando a costa é formada por rochas de diferentes durezas, formam-se reentrâncias (baías ou enseadas) e saliências no lado escarpado, de acordo com a resistência dessas rochas à erosão marinha. A ação da água do mar pode transformar uma saliência rochosa do continente em uma ilhota costeira.
Se um banco de areia se depositar entre a costa e uma ilha costeira, esta pode unir-se ao continente, formando então um tômbolo. Caso um banco de areia se deposite de modo paralelo à linha da costa, fechando uma praia ou enseada, poderá formar uma restinga e uma lagoa litorânea.
As praias são depósitos de areia ou cascalho que se originam nas áreas abrigadas da costa, onde as correntes litorâneas exercem menos força. Quando o depósito de areia se acomoda paralelamente à costa, formam-se as barras ou bancos de areia.

#### Ação dos ventos
O vento é o agente com menor poder erosivo, pois só pode mover partículas pequenas e próximas do solo. Estas pequenas partículas são chamadas de sedimentos. Ainda assim, ele transporta partículas finas a centenas de quilômetros de seu lugar de origem. A ação erosiva do vento, que atinge o ponto máximo nas zonas desérticas, secas e de vegetação escassa, também contribui para a destruição do relevo da Terra. O vento desprende as partículas soltas das rochas e vai polindo-as até transformá-las em grãos de areia.
A erosão eólica tem dois mecanismos diferentes:
A deflação, que é a ação direta do vento sobre as rochas, retirando delas as partículas soltas;
A corrosão, que é o ataque do vento carregado de partículas em suspensão, desgastando não só as rochas como as próprias partículas.
O trabalho de movimentação da indumentrologia nuclear pode ser transferida involuntariamente pela areia até depositá-la nas praias e nos desertos, onde pode formar grandes acumulações móveis conhecidas como dunas. São enormes montes de areia acumulada pelo vento e que mudam freqüentemente de lugar.
As dunas são elevações móveis de areia, em forma de montes. Em uma duna podem ser distinguidas duas partes: uma área de aclive suave ou barlavento, pela qual a areia é empurrada, e uma área de declive abrupto ou sotavento, por onde a areia rola ao cair.
As dunas deslocam-se a velocidades que podem ultrapassar 15 metros por ano. Quando o avanço das dunas ameaça as populações humanas ou a plantação, colocam-se obstáculos, tais como estacas, muros ou arbustos, para detê-las.
Os ventos atuam, em especial, no litoral e no deserto, agindo constantemente na formação e transformação do relevo, essa é denominada de erosão eólica, um exemplo comum são as dunas formadas parcialmente de sedimentos.